# Le Bonheur (roman)
Pour les articles homonymes, voir Le Bonheur.
Le Bonheur est un roman écrit par Marc-Édouard Nabe et publié aux Éditions Denoël en janvier 1988.

## Résumé
Andréa de Bocumar est un des assistants du peintre officiel Z..., qui a été chargé par le pouvoir de réaliser l'allégorie du bonheur. Andréa est chargé de peindre des pieds en lévitation et se rend en Italie avec sa femme, Athénée. Mais les deux ne parviennent pas à franchir la frontière et se retrouvent dans la famille d'Andréa, à Golfe-Juan. Le voyage en Italie est un prétexte aux rencontres et aux souvenirs.

## Accueil critique
Invité par Bernard Pivot dans son émission Apostrophes, diffusée sur Antenne 2, Marc-Édouard Nabe reçoit des avis critiques plutôt mitigés de la part d'Antoine de Gaudemar, de Patrick Rotman et d'Hervé Hamon. 

### Avis positifs
Dans Le Figaro littéraire, Patrick Grainville salue le roman, écrivant que Le Bonheur « c'est Guignol's Band, une féerie célino-cubiste, une défonce de Cendrars, un transsibérien soufflé dans les airs comme une volée de deltaplanes Nabe a fignolé, enfiévré sa fantasque odyssée, et c'est le pied ». Éric Neuhoff, dans 20 ans, parle d'un « gros roman d'amour, bavard, plein de digressions, de fulgurances, d'érudition, de drôlerie ».  

### Avis négatifs
Dans Le Point, Jacques-Pierre Amette évoque un « monstre littéraire qui ressemble davantage à un exercice de virtuosité qu'à une œuvre ». Patrice Delbourg, dans l'Événement du jeudi, déconseille l'ouvrage afin d'économiser « deux bonnes journées d'ennui, que vous pourrez consacrer avec profit à un tournoi de squash ou à un pique-nique emmitouflé dans la forêt de Sénart ». Dans Le Figaro Magazine, Jean-Edern Hallier considère que s'il y a « de belles pages, notamment sur la peinture, Picasso, le Carré Noir de Malevitch et l'esprit Montparno », « il manque le chant profond, le Canto Grosso ». 

## Échos
- En décembre 1996, dans une chronique publiée dans Les écrits de l'image, Jacques Chancel juge le roman « excellent » et évoque une œuvre « passionnée »[7].
- En mars 2009, dans le quotidien francophone libanais L'Orient-Le Jour, le personnage de la grand-mère grecque, Paraskévi, est mentionné pour illustrer la place de l'Orient dans l'œuvre de Marc-Édouard Nabe[8].

## Commentaires
C'est le premier roman de Marc-Édouard Nabe. Il est consacré à la peinture, l'écrivain fait référence à de très nombreuses œuvres. L'écriture du livre est racontée en détail dans le tome 3 du journal intime, Inch'Allah, paru en 1996. 

## Édition
- Marc-Édouard Nabe, Le Bonheur, Denoël, 1988, 506 p.  (ISBN 2207234061)

Selon Le Monde, le roman se serait vendu en six mois à 12 000 exemplaires.